# Lista de membros da Royal Society eleitos em 1940
Esta é uma lista de Membros da Royal Society eleitos em 1940.

## Foreign Members (ForMemRS)
1. Maurice de Broglie[22]
2. Ross Granville Harrison[23]
3. Gilbert Stuart Newton[24]
4. Francis Rous[25]